# 松本義之
松本 義之（まつもと よしゆき）は、日本の経営情報学・経済工学者。下関市立大学経済学部国際商学科教授。工学博士（早稲田大学）。
専門は、経営情報学・技術経営・経営意思決定、経済工学・マーケティング科学、知能情報（電子商取引・データベース・ソフトコンピューティング含む）。

## 略歴
1992年大阪工業大学工学部経営工学科（現在は情報科学部データサイエンス学科）卒業。1994年同大学工学研究科経営工学専攻修士課程修了。2005年早稲田大学大学院情報生産システム研究科修了、工学博士（早稲田大学）。下関市立大学に着任し、現在は同大学経済学部国際商学科教授。2017年同大学附属地域共創副センター長。
主な所属学会は、経営情報学会、日本知能情報ファジィ学会、電子情報通信学会、日本経営工学会、日本オペレーションズ・リサーチ学会など。
主な研究は、
- ソフトコンピューティング手法を用いた経済・経営時系列データの予測問題、意思決定問題に関する研究
- 金融商品のアルゴリズム取引に関する研究[3]
- 関連データを同時に埋め込んだカオスによる短期予測に関する研究
- ファジィ推論によるカオス短期予測の改善と遺伝的アルゴリズムによるチューニング
- ラフ集合による時系列データのトレンド分析